# Matsiatra
Pour l’article homonyme, voir Haute Matsiatra.
La Matsiatra est une rivière du versant Ouest des Hautes Terres de Madagascar, et un affluent de la Mangoky. 

## Géographie
De 410 km de longueur, elle traverse les régions Haute Matsiatra, laquelle tire son nom de celle de la rivière, Amoron'i Mania et Atsimo-Andrefana, avant de rencontrer la Mananatana et former le Mangoky. La Matsiatra arrose de vastes rizières notamment à  Vinanitelo et à  Mahasoabe, deux des principaux greniers du Betsileo. Elle sert d'ailleurs de frontière naturelle entre les  districts de  Lalangina et  Vohibato, ainsi que les  régions Haute Matsiatra et Atsimo-Andrefana.

## Affluents
Elle reçoit sur sa rive gauche la Mandranofotsy, l'Isandra, l'Ioninarivo, et sur sa rive droite, la Fanindrona, Vodindrana, Mahatsaombato, Imatantika, Manambaroa, Manatsahala,  Bevoay.